# Grande Prémio de Portugal de Motovelocidade de 2009
O Grande Prêmio de Portugal de 2009 foi a décima quarta etapa da Temporada de MotoGP de 2009. Aconteceu entre os dias 2 e 4 de outubro de 2009 no Autódromo do Estoril, em Estoril, Portugal. A corrida da MotoGP foi vencida por Jorge Lorenzo, com Casey Stoner terminando em segundo. 

## Classificação da MotoGP
| Pos | No | Piloto           | Construtor | Voltas | Tempo/Aband. | Grid | Pontos |
| --- | -- | ---------------- | ---------- | ------ | ------------ | ---- | ------ |
| 1   | 99 | Jorge Lorenzo    | Yamaha     | 28     | 45:35.522    | 1    | 25     |
| 2   | 27 | Casey Stoner     | Ducati     | 28     | +6.294       | 3    | 20     |
| 3   | 3  | Dani Pedrosa     | Honda      | 28     | +9.889       | 4    | 16     |
| 4   | 46 | Valentino Rossi  | Yamaha     | 28     | +23.428      | 2    | 13     |
| 5   | 5  | Colin Edwards    | Yamaha     | 28     | +32.652      | 5    | 11     |
| 6   | 24 | Toni Elias       | Honda      | 28     | +35.709      | 13   | 10     |
| 7   | 4  | Andrea Dovizioso | Honda      | 28     | +35.723      | 8    | 9      |
| 8   | 69 | Nicky Hayden     | Ducati     | 28     | +38.830      | 9    | 8      |
| 9   | 52 | James Toseland   | Yamaha     | 28     | +44.093      | 12   | 7      |
| 10  | 7  | Chris Vermeulen  | Suzuki     | 28     | +52.863      | 15   | 6      |
| 11  | 14 | Randy de Puniet  | Honda      | 28     | +55.698      | 6    | 5      |
| 12  | 33 | Marco Melandri   | Kawasaki   | 28     | +1:04.515    | 16   | 4      |
| 13  | 88 | Niccolò Canepa   | Ducati     | 28     | +1:04.538    | 14   | 3      |
| 14  | 41 | Gábor Talmácsi   | Honda      | 28     | +1:27.299    | 17   | 2      |
| Ret | 65 | Loris Capirossi  | Suzuki     | 20     | Abandono     | 7    |        |
| Ret | 15 | Alex de Angelis  | Honda      | 8      | Abandono     | 11   |        |
| Ret | 36 | Mika Kallio      | Ducati     | 5      | Acidente     | 10   |        |

## Classificação da 250cc
| Pos | No | Piloto              | Construtor | Voltas | Tempo/Aband. | Grid | Pontos |
| --- | -- | ------------------- | ---------- | ------ | ------------ | ---- | ------ |
| 1   | 58 | Marco Simoncelli    | Gilera     | 26     | 44:04.298    | 3    | 25     |
| 2   | 63 | Mike Di Meglio      | Aprilia    | 26     | +5.317*      | 10   | 20     |
| 3   | 40 | Héctor Barberá      | Aprilia    | 26     | +5.317*      | 1    | 16     |
| 4   | 4  | Hiroshi Aoyama      | Honda      | 26     | +12.024      | 4    | 13     |
| 5   | 16 | Jules Cluzel        | Aprilia    | 26     | +14.349      | 9    | 11     |
| 6   | 14 | Ratthapark Wilairot | Honda      | 26     | +18.256      | 8    | 10     |
| 7   | 12 | Thomas Lüthi        | Aprilia    | 26     | +27.631      | 13   | 9      |
| 8   | 75 | Mattia Pasini       | Aprilia    | 26     | +34.667      | 7    | 8      |
| 9   | 6  | Alex Debón          | Aprilia    | 26     | +45.410      | 5    | 7      |
| 10  | 17 | Karel Abrahám       | Aprilia    | 26     | +45.891      | 12   | 6      |
| 11  | 52 | Lukas Pesek         | Aprilia    | 26     | +46.204      | 18   | 5      |
| 12  | 73 | Shuhei Aoyama       | Honda      | 26     | +57.641      | 15   | 4      |
| 13  | 53 | Valentin Debise     | Honda      | 26     | +1:21.309    | 19   | 3      |
| 14  | 25 | Alex Baldolini      | Aprilia    | 26     | +1:35.277    | 16   | 2      |
| 15  | 7  | Axel Pons           | Aprilia    | 25     | +1 volta     | 20   | 1      |
| 16  | 11 | Balázs Németh       | Aprilia    | 25     | +1 volta     | 21   |        |
| 17  | 8  | Bastién Chesaux     | Aprilia    | 25     | +1 volta     | 23   |        |
| 18  | 10 | Imre Tóth           | Aprilia    | 25     | +1 volta     | 25   |        |
| 19  | 88 | Christopher Moretti | Aprilia    | 24     | +2 voltas    | 24   |        |
| Ret | 56 | Vladimir Leonov     | Aprilia    | 24     | Acidente     | 22   |        |
| Ret | 48 | Shoya Tomizawa      | Honda      | 12     | Acidente     | 17   |        |
| Ret | 15 | Roberto Locatelli   | Gilera     | 9      | Acidente     | 14   |        |
| Ret | 35 | Raffaele de Rosa    | Honda      | 7      | Abandono     | 6    |        |
| Ret | 19 | Álvaro Bautista     | Aprilia    | 4      | Acidente     | 2    |        |
| Ret | 55 | Héctor Faubel       | Honda      | 4      | Acidente     | 11   |        |

* Di Meglio recebeu o 2º por ter uma melhor volta pessoal mais rápida.

## Classificação da 125cc
| Pos | No | Piloto             | Construtor | Voltas | Tempo/Aband. | Grid | Pontos |
| --- | -- | ------------------ | ---------- | ------ | ------------ | ---- | ------ |
| 1   | 44 | Pol Espargaró      | Derbi      | 23     | 41:00.421    | 2    | 25     |
| 2   | 11 | Sandro Cortese     | Derbi      | 23     | +0.394       | 7    | 20     |
| 3   | 38 | Bradley Smith      | Aprilia    | 23     | +0.581       | 3    | 16     |
| 4   | 17 | Stefan Bradl       | Aprilia    | 23     | +11.048      | 5    | 13     |
| 5   | 6  | Joan Olivé         | Derbi      | 23     | +16.830      | 13   | 11     |
| 6   | 33 | Sergio Gadea       | Aprilia    | 23     | +17.170      | 11   | 10     |
| 7   | 12 | Esteve Rabat       | Aprilia    | 23     | +17.300      | 17   | 9      |
| 8   | 77 | Dominique Aegerter | Derbi      | 23     | +17.546      | 15   | 8      |
| 9   | 14 | Johann Zarco       | Aprilia    | 23     | +17.666      | 16   | 7      |
| 10  | 35 | Randy Krummenacher | Aprilia    | 23     | +21.378      | 18   | 6      |
| 11  | 73 | Takaaki Nakagami   | Aprilia    | 23     | +26.312      | 14   | 5      |
| 12  | 60 | Julián Simón       | Aprilia    | 23     | +31.500      | 1    | 4      |
| 13  | 8  | Lorenzo Zanetti    | Aprilia    | 23     | +34.194      | 22   | 3      |
| 14  | 94 | Jonas Folger       | Aprilia    | 23     | +35.023      | 19   | 2      |
| 15  | 39 | Luis Salom         | Aprilia    | 23     | +54.243      | 21   | 1      |
| 16  | 45 | Scott Redding      | Aprilia    | 23     | +54.332      | 24   |        |
| 17  | 53 | Jasper Iwema       | Honda      | 23     | +1:02.994    | 25   |        |
| 18  | 42 | Alberto Moncayo    | Aprilia    | 23     | +1:03.054    | 23   |        |
| 19  | 50 | Sturla Fagerhaug   | KTM        | 23     | +1:03.061    | 27   |        |
| 20  | 43 | Johnny Rosell      | Aprilia    | 23     | +1:24.171    | 31   |        |
| 21  | 70 | Jacub Jantulik     | Aprilia    | 23     | +1:37.379    | 33   |        |
| 22  | 10 | Luca Vitali        | Aprilia    | 23     | +1:50.590    | 35   |        |
| 23  | 19 | Quentin Jacquet    | Aprilia    | 23     | +1:50.852    | 32   |        |
| 24  | 31 | Jordi Dalmau       | Honda      | 22     | +1 volta     | 34   |        |
| 25  | 21 | Jakub Kornfeil     | Loncin     | 22     | +1 volta     | 30   |        |
| Ret | 99 | Danny Webb         | Aprilia    | 22     | Abandono     | 10   |        |
| Ret | 88 | Michael Ranseder   | Aprilia    | 17     | Acidente     | 20   |        |
| Ret | 87 | Luca Marconi       | Aprilia    | 13     | Abandono     | 29   |        |
| Ret | 93 | Marc Márquez       | KTM        | 12     | Acidente     | 4    |        |
| Ret | 24 | Simone Corsi       | Aprilia    | 9      | Acidente     | 8    |        |
| Ret | 18 | Nicolás Terol      | Aprilia    | 8      | Abandono     | 6    |        |
| Ret | 7  | Efrén Vázquez      | Derbi      | 7      | Acidente     | 12   |        |
| Ret | 16 | Cameron Beaubier   | KTM        | 4      | Acidente     | 26   |        |
| Ret | 71 | Tomoyoshi Koyama   | Loncin     | 3      | Abandono     | 28   |        |
| Ret | 29 | Andrea Iannone     | Aprilia    | 2      | Acidente     | 9    |        |